# Saxonia-Freiberg-Stiftung
Die gemeinnützige Saxonia-Freiberg-Stiftung (Eigenschreibweise: SAXONIA-FREIBERG-STIFTUNG) ging 1993 aus der SAXONIA AG Metallhütten und Verarbeitungswerke Freiberg hervor und widmet sich der Erforschung, Pflege- und Erhaltung des berg- und hüttenmännischen Brauchtums und der berg- und hüttenmännischen Frömmigkeitstradition in der Region Mittelsachsen.

## Geschichte

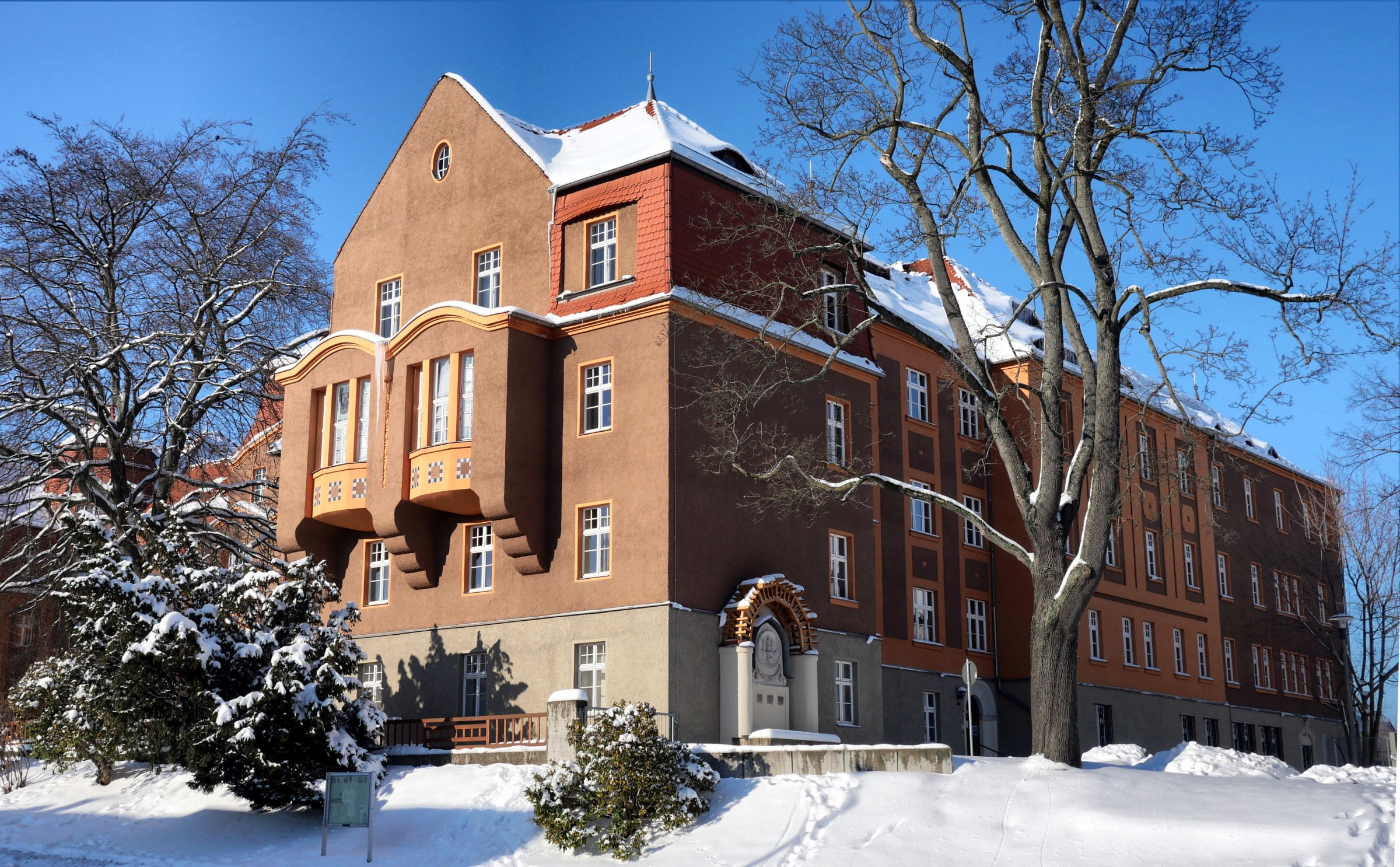
Ostfassade des Gebäudes der Saxonia-Freiberg-Stiftung

1990 wurde der Stammbetrieb des rund dreißig Jahre zuvor gegründeten VEB Bergbau- und Hüttenkombinates „Albert Funk“ Freiberg in die SAXONIA AG Metallhütten und Verarbeitungswerke Freiberg umgewandelt und mit einer Sanierung des Unternehmens begonnen. Schnell zeigte sich, dass das Unternehmen mit seinen 4.800 Mitarbeitern aus betriebswirtschaftlicher Sicht nicht in Gänze überlebensfähig war. Um das im Bestand des ehemaligen Kombinates befindliche Kulturgut – neben den Ausrüstungen, Uniformen und Musikinstrumenten der Berg- und Hüttenparade zählten beispielsweise das Drusenkabinett, die „Zinnstube“ und ein Lagerstättenarchiv mit ca. 10.000 Belegstücken aus dem Freiberger Revier dazu – nachhaltig zu erhalten, suchten der Aufsichtsrat und der Vorstand nach einer Lösung. Mitte 1992 kam der Vorschlag zur Einrichtung einer Stiftung auf.
Zwar war das als Stiftungsvermögen vorgesehene Verwaltungsgebäude der SAXONIA AG im Hospitalviertel dem Unternehmen ordnungsgemäß zugewiesen und auch im Grundbuch der Stadt Freiberg eingetragen, aber die Treuhandanstalt, die das Gebäude verkaufen wollte, und ein Restitutionsantrag von Seiten der Stadt und der Kirche verhinderten die Umsetzung zunächst. Nachdem die Letztgenannten den Vorschlag der SAXONIA AG zur Stiftungsgründung befürwortet hatten und auch die Treuhandanstalt letztlich ihre Unterstützung zugesichert hatte, unterzeichneten am 26. Januar 1993 der damalige Freiberger Bürgermeister Konrad Heinze, der Superintendent des evangelisch-lutherischen Kirchenbezirkes Freiberg Wilhelm Schlemmer und die beiden Vorstandsmitglieder der SAXONIA AG Hans-Peter Behrendt und Bernd-Erwin Schramm die gemeinsame Gründungsvereinbarung sowie die Satzung der Stiftung.
Am 19. Februar 1993 genehmigte das Regierungspräsidium Chemnitz die Gründung der Stiftung. In der konstituierenden Sitzung am 13. März wurde der ehemalige Aufsichtsratsvorsitzende der SAXONIA AG Gerhard Baum zum ersten Vorsitzenden des Stiftungskuratoriums gewählt. Mit der Eintragung des Eigentumsübergangs des ehemaligen Kombinatsgebäudes ins Grundbuch im Herbst 1994 wurde die Übertragung an die Stiftung abgeschlossen, welche im Jahr zuvor schon Räume des Gebäudes bezogen hatte. Die Einnahmen aus der Vermietung des Geschäftsgebäudes bilden seitdem ein solides finanzielles Fundament und ermöglichen die Umsetzung des Stiftungszweckes.

## Stiftung

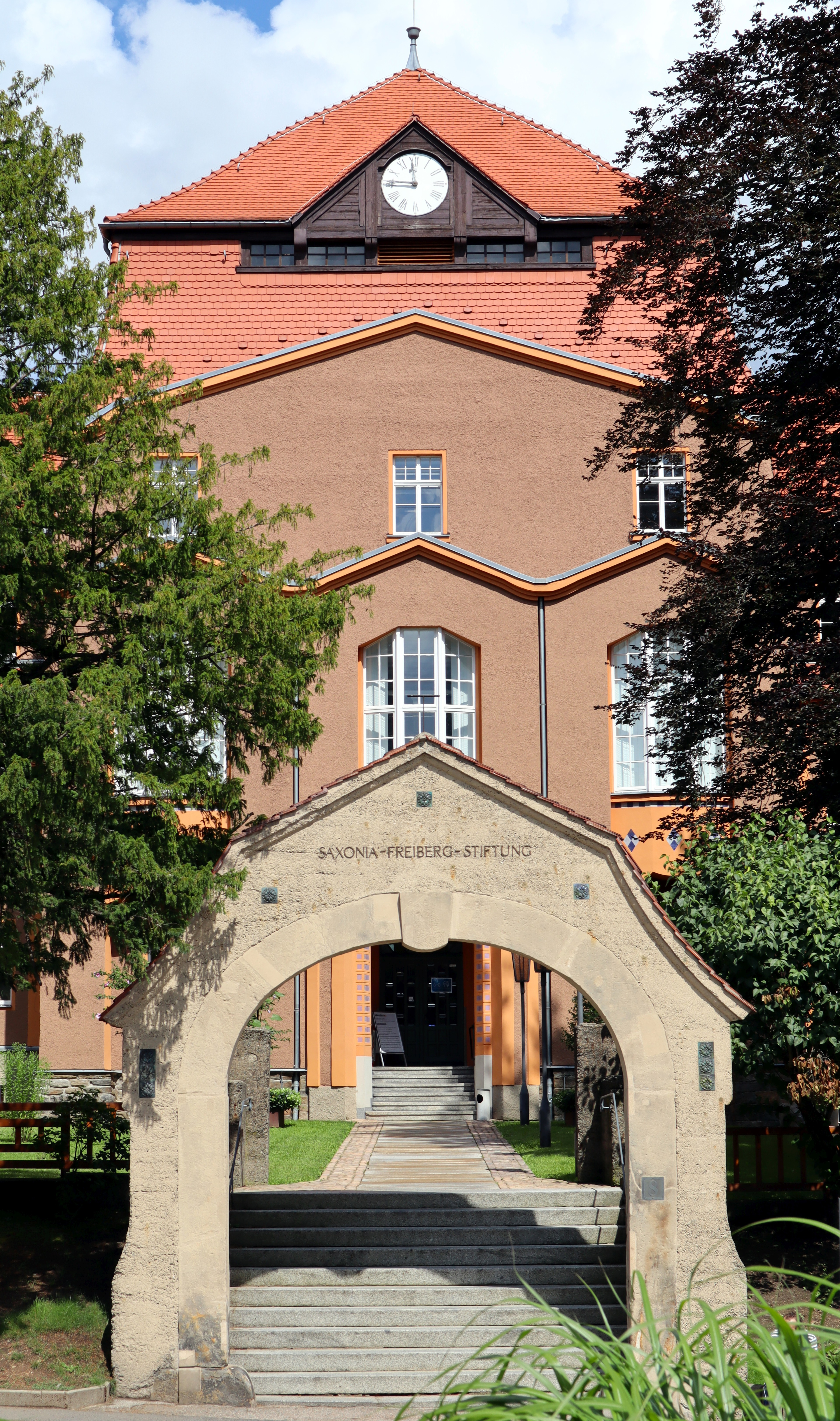
Eingangsportal und Gebäude der Saxonia-Freiberg-Stiftung

### Gebäude
Die Grundsteinlegung für das Gebäude an der Chemnitzer Straße 8 in Freiberg erfolgte im Jahre 1909. Am 2. April 1911 wurde das vom Freiberger Stadtbaurat Gustav Rieß entworfene St. Johannishospital als Seniorenstift eingeweiht. Diese Funktion hatte es bis 1945, abgesehen vom Ersten Weltkrieg, als es teilweise als Reservelazarett diente. Im Mai 1945 wurde das Gebäude von der sowjetischen Kommandantur beschlagnahmt und ab circa 1950 durch die Wismut AG genutzt, anfangs als Ausbildungsstätte, dann als Parteischule.
Im Januar 1952 ging der Bau an die Stadt Freiberg über, welche ihn der Bergakademie Freiberg als Wohnheim – das sogenannte Ellrodt-Heim – überließ. Zum 1. Januar 1977 übernahm der VEB Bergbau- und Hüttenkombinat „Albert Funk“ Freiberg das Gebäude und richtete dort nach umfangreichen Sanierungsarbeiten seine Kombinatsleitung ein. Bis 1996 hatte hier auch das Nachfolgeunternehmen SAXONIA AG seinen Sitz.
Heute beherbergt der Bau die Geschäfts- und Magazinräume der Stiftung und weiterer Vereine; der Großteil der Räumlichkeiten wird jedoch von externen Mietern belegt, deren größter das Jobcenter Freiberg ist.

### Personelle Zusammensetzung
Gemäß der Satzung wird die Stiftung von einem Kuratorium und einem drei- bis sechsköpfigen Vorstand geleitet. Das Kuratorium besteht aus bis zu zehn Mitgliedern, darunter qua Amt der Oberbürgermeister der Stadt Freiberg, der Landrat des Landkreises Mittelsachsen, der Superintendent des evangelisch-lutherischen Kirchenbezirkes Freiberg, der Oberberghauptmann und der Rektor der Technischen Universität Bergakademie Freiberg sowie in persona die Mitgründer der Stiftung Gerhard Baum (†) und Bernd-Erwin Schramm.

### Ziele
Ziel der Stiftung laut Satzung ist die „Erforschung, Pflege- und Erhaltung des berg- und hüttenmännischen Brauchtums und der berg- und hüttenmännischen Frömmigkeitstradition in der Region Mittelsachsen“. Neben diesem immateriellen Kulturerbe, welches sich über die Jahrhunderte entwickelt hat und noch heute eine identitätsstiftende Wirkung für die Region besitzt, gehört auch die Bewahrung der materiellen montanistischen Hinterlassenschaften über die engen Grenzen des UNESCO-Welterbes Montanregion Erzgebirge/Krušnohoří hinaus zu den Aufgaben der Stiftung. Schließlich ist infolge der Einstellung der bergbaulichen Aktivitäten in der Region und des damit verbundenen Bedeutungsverlustes in der Bevölkerung sowie des demografischen Wandels das Kulturerbe heutzutage in seinem Fortbestehen bedroht.

### Förderung
Die Stiftung fördert ideell und materiell gemeinnützige Vereine oder andere Institutionen, aber auch Einzelpersonen, die sich der Erforschung oder der praktischen Ausübung des berg- und hüttenmännischen Brauchtums und der Frömmigkeitstradition verschrieben haben. Schwerpunktmäßig werden die Historische Freiberger Berg- und Hüttenknappschaft e. V. (HFBHK e. V.), das Bergmusikkorps Saxonia Freiberg e. V. sowie der Förderverein „Himmelfahrt Fundgrube Freiberg“ e. V. jährlich durch Geld- und Sachspenden sowie durch die Bereitstellung von Räumen für die Vereinsarbeit unterstützt. Rund ein Fünftel des Stiftungsgebäudes steht für diese Zwecke zur Verfügung und dient neben den genannten auch dem Freiberger Altertumsverein, dem Sächsischen Landesverband der Bergmanns-, Hütten- und Knappenvereine e. V. und dem Regionallandfrauenverband Mittleres Erzgebirge e. V. als Sitz zur Ausübung ihrer Vereinstätigkeit.
Darüber hinaus fördert die Stiftung Publikationen sowie regionale Projekte, die mit dem Satzungsziel übereinstimmen, und vergibt jährlich den mit 1.000 Euro dotierten Förderpreis. Bis zum Jahr 2018 konnte fast eine halbe Million Euro für derartige Zwecke zur Verfügung gestellt werden.

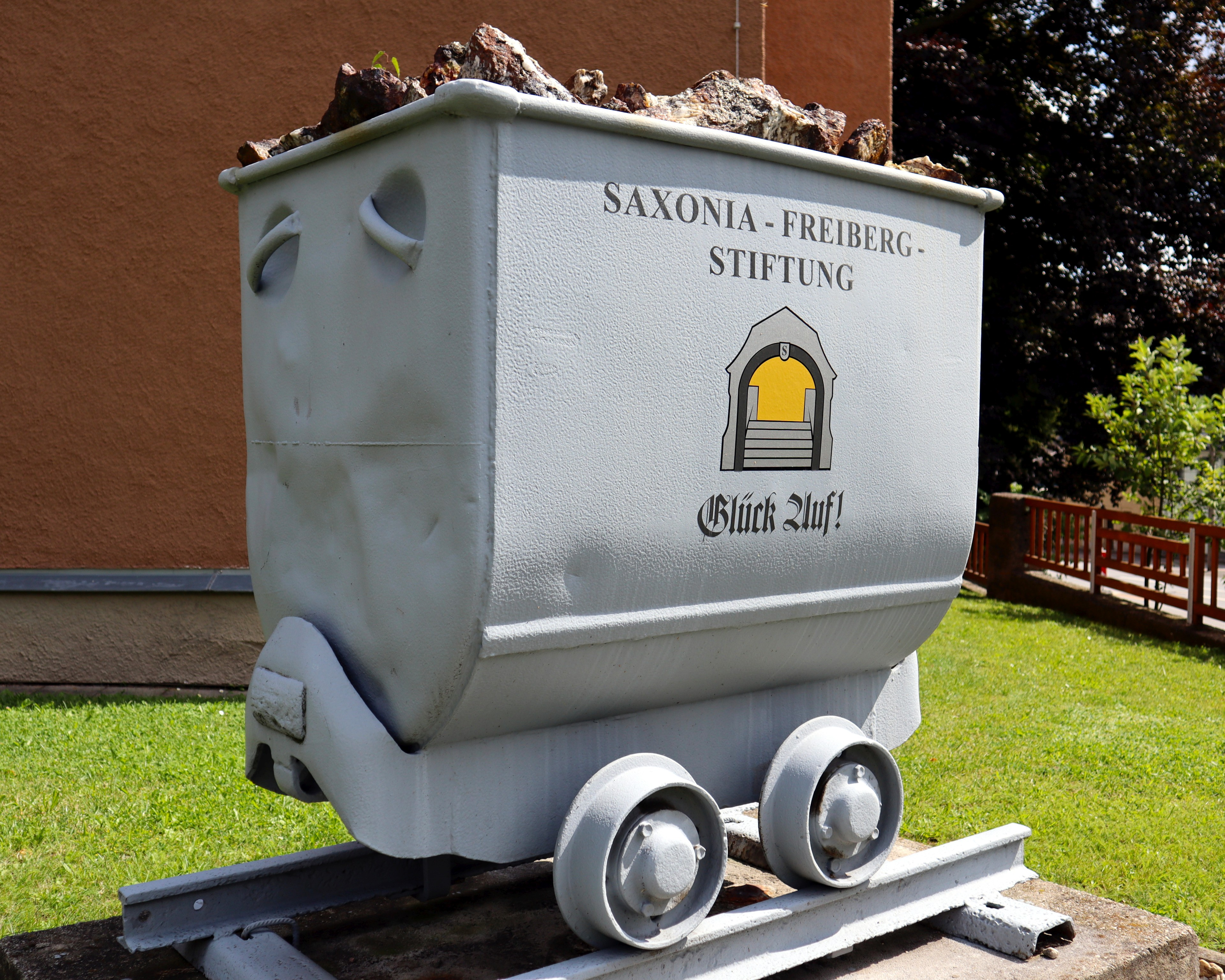
Hunt mit Logo der Saxonia-Freiberg-Stiftung

Parallel initiierte die Stiftung eigene Projekte wie die Dokumentation und Sanierung der Pochradanlage am Thurmhofschacht in Freiberg sowie ab 2020 den Aufbau eines zentralen Vereinsarchivs. Die zweimal zweijährigen Projekte sind eingebunden in die LEADER-Region „Silbernes Erzgebirge“ und werden durch den Europäischen Landwirtschaftsfonds für die Entwicklung des ländlichen Raumes gefördert. Darüber hinaus kümmert sich die Stiftung in Zusammenarbeit mit dem HFBHK e. V. um die Erhaltung und Pflege von Gräbern von mit dem Bergbau und dem Hüttenwesen in Verbindung stehender Persönlichkeiten auf dem Freiberger Donatsfriedhof.